# Orquesta Filarmónica de Bogotá

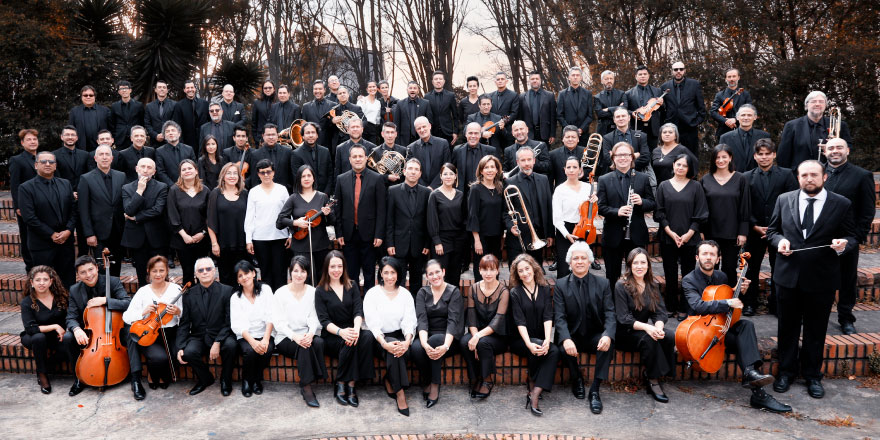

La Orquesta Filarmónica de Bogotá es una de las orquestas de música sinfónica más importantes de Colombia junto a la Orquesta Sinfónica Nacional de Colombia y la segunda más antigua de este país. Su actual director general es David García Rodríguez, su director titular es el maestro sueco Joachim Gustafsson y su director asistente es el maestro colombiano Rubián Zuluaga.
La actividad desarrollada por la Fundación Filarmónica Colombiana y el trabajo liderado por Raúl García, permitieron la creación de la Orquesta Filarmónica de Bogotá, institucionalizada mediante el Acuerdo 71 de 1967. En la búsqueda de democratizar la cultura musical, la Orquesta se convirtió en patrimonio de la ciudad.

## Historia
La Orquesta Filarmónica de Bogotá inició labores gracias al auspicio de J. Glotmann S.A. y durante muchos años fue su presidente Jaime Glottmann, que estuvo vinculado a ella en carácter de Presidente de la Fundación Filarmónica. Fue también presidente de la Fundación en varias ocasiones el expresidente de Colombia, Belisario Betancur. Fue creada en virtud del Acuerdo 71 del 9 de septiembre de 1967 del Concejo Distrital. Es un establecimiento público de orden Distrital, dotado de personería jurídica, autonomía administrativa y patrimonio propio, adscrito a la Secretaría  de Cultura, Recreación y Deporte.
A través de sus 50 años de historia ha logrado cumplir los objetivos con los que nació  en  1967: democratizar y diversificar la  música sinfónica, propósitos que ha desarrollado  mediante la difusión del repertorio sinfónico universal y nacional en todas las localidades de la capital, en diferentes escenarios convencionales y no convencionales, como centros educativos y espacios públicos, lo que le ha permitido llegar  a múltiples audiencias y convertirse en epicentro cultural de la ciudad. 
Desde su primer concierto en el Teatro Colón, bajo la dirección de Melvin Strauss, la OFB, entidad adscrita a la Secretaría de Cultura, Recreación y Deporte, se empezó a posicionar en la escena cultural  nacional por su fuerza interpretativa, calidad artística, repertorios e invitados internacionales.  De hecho, con tan solo un año de creación, la Filarmónica fue elegida para rendir un homenaje al Papa Pablo VI, durante su visita a Colombia en 1968.
Desde entonces,  la Orquesta ha interpretado las grandes obras del repertorio musical universal y ha sido una de las de América Latina que ha ejecutado casi en su totalidad los ciclos de compositores como Mahler, Bruckner y Bartók. Entre sus directores titulares ha tenido a Jaime León, Dimitar Manolov, Francisco Rettig y otros, en calidad de invitados, como Kent Nagano y Krzysztof Penderecki 
En  2008  la OFB se ratifica como una de las mejores de la región luego de ganar el Premio Grammy Latino, en la categoría Mejor Álbum Instrumental, lo que le permitió tener mayor  posicionamiento internacional, logro que sostuvo con las giras que hizo en Ecuador, Perú, Estados Unidos, Rusia, Italia y China, a donde llegó con obras  del repertorio universal y de música colombiana.  
La Orquesta ha involucrado en su repertorio propuestas diversas que abarcan todos los tipos de público, como en efecto lo hizo cuando realizó una colaboración con la banda  de heavy metal Kraken y en 2016, en el marco del cumpleaños 478 de Bogotá, con el grupo de rock Los Petit Fellas, con el que se presentó en el Parque Simón Bolívar, ante más de 10 000 personas. 
La Filarmónica ha asumido una nueva tarea que es la formación de niños y jóvenes, lo cual realiza mediante el programa: Proyecto de Formación, que se desarrolla en 31 colegios distritales y en los Centros Orquestales, con el objetivo de brindar  procesos de formación musical por medio de una metodología de desarrollo psicológico, físico y musical.

## Actualidad
A través de la música sinfónica tocamos el alma de la gente, buscando construir mejores ciudadanos al compartir y enseñar nuestra música.

## Objetivo Retador
En 2020 la OFB será reconocida como una de las tres mejores orquestas sinfónicas latinoamericanas por su excelencia artística, su esquema de formación, la dinamización de públicos y escenarios y su modelo de gestión.
“Emilio Sanmiguel: catedrático, arquitecto y crítico musical"

## Anteriores directores musicales
La orquesta Filarmónica ha tenido, desde sus inicios, varios directores de talla internacional a la cabeza. Entre ellos están:
- 2021: Joachin Gustafsson
- 2018: Josep Caballé
- 2014: Ligia Amadio
- 2011 - 2013: Enrique Diemecke
- 2010: Lior Shambadal
- 2007: Eduardo Diazmuñoz
- 2003: Irwin Hoffman
- 1991-2003: Francisco Rettig
- 1988-1991: Carmen Moral
- 1981: Dimitr Manolov
- 1970: José Buenagu
- 1967: Jesús Pinzón Urrea